# Gerlachov (powiat Bardejów)
Gerlachov – wieś (obec) na Słowacji położona w kraju preszowskim, w powiecie Bardejów. Pierwsze wzmianki o miejscowości pochodzą z roku 1326.
Według danych z dnia 31 grudnia 2010, wieś zamieszkiwały 1003 osoby, w tym 505 kobiet i 498 mężczyzn.
W 2001 roku rozkład populacji względem narodowości i przynależności etnicznej wyglądał następująco:
- Słowacy – 86,32%
- Czesi – 0,10%
- Romowie – 6,28%
- Rusini – 6,07%
- Ukraińcy – 0,82%
- Węgrzy – 0,10%